# Saison 4 des Experts : Miami
Chronologie
Saison 3 des Experts : Miami Saison 5 des Experts : Miami
Cet article présente le guide des épisodes de la saison 4 de la série télévisée Les Experts : Miami (CSI: Miami).

## Distribution de la saison

### Acteurs principaux
- David Caruso (VF : Bernard Métraux) : Horatio Caine
- Emily Procter (VF : Rafaèle Moutier) : Calleigh Duquesne
- Adam Rodriguez (VF : Cyrille Artaux) : l'inspecteur Eric Delko
- Khandi Alexander (VF : Annie Milon) : Dr Alexx Woods
- Jonathan Togo (VF : Valentin Merlet) : l'inspecteur Ryan Wolfe
- Rex Linn (VF : Jean-Pierre Bagot) : le sergent Frank Tripp

### Acteurs récurrents et invités
- Eva LaRue (VF : Anne Massoteau) : Natalia Boa Vista[1]
- Boti Ann Bliss (VF : Céline Ronté) : Maxine Valera
- Brendan Fehr (VF : Cédric Colombier) : Dan Cooper
- Joel West (VF : Taric Mehani) : l'officier Aaron Jessop
- Alana De La Garza (VF : Chantal Baroin) : Marisol Delko
- David Lee Smith (VF : Gérard Sergue) : Rick Stetler
- Amy Laughlin (VF : Laura Blanc) : Erica Sikes
- Bellamy Young (VF : Isabelle Thomas) : l'assistante du procureur Monica West
- Brooke Bloom (VF : Rachel Arditi) : Cynthia Wells (épisodes 4, 14 et 21)
- Damian Young (VF : Emmanuel Gradi) : Walter Resden (épisodes 6 et 15)
- Gary Sinise (VF : Bernard Gabay) : l'inspecteur Mac Taylor (épisode 7)
- Michael B. Silver (VF : Thomas Roditi) : Peter Elliot (épisodes 9, 20 et 25)
- Robert LaSardo (VF : Jean-Marc Charrier) : Memmo Fierro (épisodes 24 et 25)
- Patrick Fabian : Ken Gannon (épisode 2)
- Corey Sevier : Luke Gannon / David Adams (épisode 2)
- Erica Hubbard : Tina Saunders (épisode 3)
- Joshua Leonard (VF : Yannick Blivet) : Jim Markham (épisodes 4 et 10)
- Corey Stoll : Craig Seaborn (épisode 5)
- Linden Ashby (VF : Luc Boulad) : Steven Hardy (épisode 5)
- James Badge Dale : Henry Darius (épisode 7)
- Peyton List : Alexa Endecott (épisode 7)
- Elaine Hendrix : Joanne Nivens (épisode 7)
- David Anders : Brian Miller (épisode 7)
- Austin Nichols : Patrick Wilder (épisode 14)
- Julie Benz (VF : Lydia Cherton) : Hayley Gordon (épisode 16)
- Jon Hamm : Brent Kessler (épisode 11)
- Michael Shanks (VF : William Coryn) : Doug Stets (épisode 11)
- Peter Jacobson : George Hammett (épisode 11)
- David Deluise : Paul Sanders (épisode 12)
- Erica Leerhsen : Brenda Sanders (épisode 12)
- Matt Ross : Paul Berton (épisode 13)
- Cierra Ramirez : Isabel Terraza (épisode 16)
- Richard T. Jones : Chris Kaiser (épisode 17)
- Brad Rowe (VF : Stéphane Pouplard) : Stephen Rowe (épisode 18)
- Polly Shannon : Allison Grady (épisode 18)
- Robin Dunne : Aiden Cruz (épisode 19)
- Justin Louis : Jason Adams (épisode 20)
- Bruce Davison : Dan Daniels (épisode 21)
- Arianne Zucker : Brenda Collett (épisode 21)
- Sherilyn Fenn : Gwen Creighton (épisode 22)
- James Remar : Quentin Taylor (épisode 22)
- Valarie Pettiford : Lana Whitford (épisode 22)
- Lela Loren : Isabella Mansera (épisode 23)
- Eric Mabius : Agent Perry (épisode 25)
- Kevin Alejandro : Carlos Alvarez (épisode 25)

## Épisodes

### Épisode 1:Sans fleurs ni couronne
- États-Unis /  Canada : 19 septembre 2005 sur CBS / CTV[2]
- France : 15 mars 2006 sur TF1 [3]
- Québec : 10 mars 2008 sur Séries+[4]

- États-Unis : 19,21 millions de téléspectateurs[5] (première diffusion)
- France : 7,705 millions de téléspectateurs[6] (première diffusion)
- France : 6,63 millions de téléspectateurs[7] (rediffusion)

- Jerry Adler (Cardinal Benedetti)
- Giovanni Lopes (Miguel Fuentes)
- Rhys Coiro (Diablo)
- Amanda Loncar (Michelle Burke)
- Amy Laughlin (Erica Sikes)
- David Lee Smith (Lieutenant Rick Stetler des Affaires Internes)
- Patricia Velasquez (Celia Gonzalez)
- Steven Eckholdt (Dale Livingston)
- Tara Westwood (Amanda Livingston)
- Charles Griffin (Urgentiste)
- Eva LaRue (Natalia Boa Vista)
- Sénateur Rudy Garcia (lui-même)
- Brendan Fehr (Dan Cooper)
- Lesley Fera (Dr Joyce Carmel)
- Armando Valdes-Kennedy (Aaron Peters)
- Shelli Bergh (Paula Muro)
- Lobo Sebastian (Raphael Sifuentes)
- Dexter Fletcher (Commandant du SWAT)
- Boti Ann Bliss (Valera)
- Simone Kessell (Agent Maxwell)
- Will Morales (Sniper de la Mala Noche)
- Julia Vera (Marisol Fuentes)

### Épisode 2:Face aux requins
- États-Unis : 26 septembre 2005
- France : 15 mars 2006 sur TF1
- Québec : 17 mars 2008 sur Séries+

- États-Unis : 17,38 millions de téléspectateurs[8] (première diffusion)
- France : 8,9 millions de téléspectateurs[9] (première diffusion)
- France : 7,412 millions de téléspectateurs[10] (rediffusion 2008)
- France : 8,18 millions de téléspectateurs[11] (rediffusion 2009)

- Patrick Fabian (Ken Gannon)
- Francie Swift (Laura Gannon)
- Corey Sevier (Luke Gannon / David Adams)
- Jennifer Holland (Julie Gannon / Molly Camden)
- Troy Curvey Jr. (Rex Hoby)
- Brendan Fehr (Dan Cooper)
- Nicholas Di Nardo (Damon Loughlin)
- Jordi Caballero (Julio Elias)
- Anahi Bustillos (Tia Elias)
- Eva LaRue (Natalia Boa Vista)
- Joshua Leonard (Jim Markham)
- Armando Valdes-Kennedy (Aaron Peters)
- David DeSantos (Luis Cruz)
- Boti Ann Bliss (Valera)
- Tom Schmid (Philip Reynolds)

### Épisode 3:Une proie dans la nuit
- États-Unis : 3 octobre 2005
- France : 15 mars 2006 sur TF1
- Québec : 24 mars 2008 sur Séries+

- États-Unis : 18,67 millions de téléspectateurs[12] (première diffusion)
- France : 6,549 millions de téléspectateurs[13] (première diffusion)
- France : 7,38 millions de téléspectateurs[14] (rediffusion)

- Sarah Wright (Sara Jennings)
- Ryan Doom (Client du Club)
- Christine Woods (Valerie Nordoff)
- Erica Hubbard (Tina Saunders)
- Timothy Omundson (Ted Griffin)
- Danielle Stratton (Hannah)
- Jason Olive (en) (Brad Walker)
- Eva LaRue (Natalia Boa Vista)
- Shelli Berg (Paula Muro)
- Joel West (Officier Jessop)
- Sam Page (Jeff Marshall)
- Dar Dixon (Daniel Feldman)
- Brendan Fehr (Dan Cooper)
- Stacey Travis (Faith Jennings)
- Patrick St. Esprit (Paul Jennings)
- Boti Ann Bliss (Valera)
- Mark Matkevich (Thomas Woodward)
- David Lee Smith (Lieutenant Rick Stetler des Affaires Internes)

### Épisode 4:48 heures pour survivre
- États-Unis /  Canada : 10 octobre 2005
- France : 22 mars 2006 sur TF1
- Québec : 31 mars 2008 sur Séries+

- États-Unis : 18,49 millions de téléspectateurs[15] (première diffusion)
- Canada : 2,273 millions de téléspectateurs[16]
- France : 8,09 millions de téléspectateurs[17] (première diffusion)
- France : 6,682 millions de téléspectateurs[10] (rediffusion)

- Robert Richard (Tobey Hollins)
- Sandra Dee Robinson (Patricia Boland)
- Skip Stellrecht (Agent pénitentiaire Winters)
- Joe Stevens (Ed)
- Christian Martin (Darrel Grimwood)
- Derek Anthony (Agent pénitentiaire Jacobs)
- Daniel Venegas (Jose Tevar)
- Luis Robledo (Gangster de la Mala Noche #1)
- Michael J. Gonzalez (Gangster de la Mala Noche #2)
- Joshua Leonard (Jim Markham)
- Brett Cullen (Michael Boland)
- Brendan Fehr (Dan Cooper)
- Brooke Bloom (Cynthia Wells)
- Jolie Jenkins (Gina Rankin)
- Jason Cerbone (Steve Gabler)
- Brian Prescott (Agent pénitentiaire #1)
- Jay Brown (Agent pénitentiaire #2)
- Dennis Keiffer (Prisonnier #1)
- Boti Ann Bliss (Valera)
- Armando Valdez-Kennedy (Aaron Peters)

### Épisode 5:Trois visages pour un crime
- États-Unis : 17 octobre 2005
- France : 22 mars 2006 sur TF1
- Québec : 7 avril 2008 sur Séries+

- États-Unis : 17,91 millions de téléspectateurs[18] (première diffusion)
- France : 6,604 millions de téléspectateurs[17] (première diffusion)
- France : 7,21 millions de téléspectateurs[19] (rediffusion)

- Eva LaRue (Natalia Boa Vista)
- Vincent Rivera (Armando Diaz)
- Corey Stoll (Craig Seaborn)
- Amy Laughlin (Erica Sikes)
- Grainger Hines (Chef James Burton)
- Rachael Crawford (Beth Jacobson)
- Lisa Thornhill (Felicia Hardy)
- Christina Chambers (Yvette Travers)
- Laimarie Serrano (Blanca Rodriguez)
- Greg Dohanic (Foster)
- Boti Ann Bliss (Valera)
- Patrick Fischler (Vince Nolan)
- Jon Hamm (Dr Brent Kessler)
- Cassandra Creech (Officier Jordon)
- Colette Kilroy (Debra Brawley)
- Jack Yang (Shawn Kimsey)
- Linden Ashby (Steven Hardy)

### Épisode 6:Affaire personnelle
- États-Unis : 24 octobre 2005
- France : 22 mars 2006 sur TF1
- Québec : 14 avril 2008 sur Séries+

- États-Unis : 19,94 millions de téléspectateurs[20] (première diffusion)
- France : 9,2 millions de téléspectateurs[9](première diffusion)
- France : 7,394 millions de téléspectateurs[10] (rediffusion 2008)
- France : 6,624 millions de téléspectateurs[21] (rediffusion 2009)

- Lauren Mayhew (Stephanie)
- Shani Pride (Lisa)
- Kimberly Page (Rachel Turner)
- David Lee Smith (Lieutenant Rick Stetler des Affaires Internes)
- Boti Ann Bliss (Valera)
- Patrick Fischler (Vince Nolan)
- Eric Steinberg (Daniel Vance)
- Alexandra Lydon (Jennifer Wilson)
- Haley Ramm (Jennifer Wilson à l'âge de 9 ans)
- Greg Dohanic (Foster)
- Mailon Rivera (Detective Matt Phillips)
- Damian Young (Walter Resden)
- Jeremiah W. Birkett (Johnny)
- Tai Reid (Père)
- Richard Varga (Procureur)
- William Allen Young (Juge Ratner)

Deux jeunes femmes en auto discutent de la sortie qu'elle viennent de faire. Près d'un pont, un pneu de la voiture éclate, l'auto fait une embardée et plonge dans le fleuve. Les jeunes femmes s'en sortent vivantes, mais les policiers découvrent près de là une autre femme, morte depuis 24 heures. Horatio Caine annonce à ses collègues qu'il s'agit de Rachel Turner, qu'il avait rencontrée deux jours auparavant et qu'il avait invitée à déjeuner à son appartement. Étant probablement le dernier à l'avoir vu vivante, Horatio devient le principal suspect. Il remet donc son badge et son pistolet à Tripp ; il ne peut plus directement participer à l'enquête.
Après perquisition dans l'appartement de la victime, Erik Delko et Calleigh Duquesne découvrent une importante quantité de sang sur une table. De retour au laboratoire, Calleigh analyse l'échantillon de sang : c'est le sang de Caine. Il contient aussi de l'anticoagulant en trop grande quantité. Elle demande des explications à Caine car quelqu'un tente de le piéger. Il lui explique que dix ans auparavant à New York, il avait été poignardé alors qu'il tentait de coincer Walter Dresden, un tueur en série qui enfermait les enfants dans un placard pendant qu'il torturait leurs parents à mort.
Près de l'endroit où a eu lieu l'embardée de l'auto, Delko trouve des indices qui le mènent à un Hummer loué dans une agence de location. Il exige que le véhicule soit immédiatement localisé via GPS et rappelé dans le but de l'inspecter. Le véhicule est stationné dans le quartier où réside une jeune fille qui a vu ses parents torturés par Walter Dresden. Caine se rend directement chez Jennifer Wilson et l'oblige à s'éloigner, le temps de retrouver le tueur et de l'emprisonner.
Duquesne découvre un dossier concernant Wilson sur le bureau de Caine et en posant quelques questions, elle apprend qu'il y a été déposé par le détective Matt Phillips. En l'interrogeant, Tripp découvre que Phillips s'est fait voler son badge et ses pièces d'identité dans son auto, là où il a rencontré sa maîtresse, et qu'il ne veut pas être blâmé, car il a une femme et trois enfants. Tripp le dispute et lui dit que son badge et ses pièces d'identité ont probablement servi à commettre un meurtre.
Des membres de l'équipe inspectent la voiture de Phillips et y découvrent une fibre rouge. Cette fibre provient d'un immeuble à quelques pâtés de maisons du laboratoire de la police scientifique. Caine s'y rend et y découvre Dresden. Sachant que Dresden ne veut pas le tuer, seulement le piéger, Caine lui donne un coup de poing dans la figure, là où Dresden a une coupure.
Au moment où les policiers interviennent pour aider Caine, Dresden s'enfuit en laissant sur place Caine. Une grande quantité de sang est trouvée sur les lieux, ainsi que le couteau ayant probablement servi à tuer Rachel Turner. N'ayant que sa parole pour affirmer que Dresden était sur les lieux et qu'il est innocent, Caine est mis en garde-à-vue.
Pendant sa détention, Calleigh Duquesne passe voir Caine avec sa trousse à outils et recueille des échantillons sur ses mains. Le sang qu'il a « recueilli » servira à établir si Dresden était impliqué dans d'autres meurtres. Après quelques vérifications, ce sera le cas.
En analysant le couteau ayant servi à tuer Rachel Turner, Ryan et Delko découvrent que l'empreinte digitale bien en vue sur le couteau a été appliquée à partir de glycérine et a été prélevée sur une coupe à vin que Caine avait tenue dans sa main lorsqu'il avait pris un verre avec la victime. Certain qu'il s'agit d'une manipulation, Delko remet à Caine son badge et son pistolet.
Dresden interpelle Duquesne dans un parking et lui dit de questionner Caine sur les parents de Jennifer Wilson. Elle en rend compte à Horatio, qui affirme que son partenaire à New York avait eu une aventure avec la mère de Wilson. Il avait quitté New York pour ne pas répondre aux questions sur son partenaire.
Un membre de la police scientifique découvre que l'ADN du sang de Dresden correspond à plusieurs meurtres dans la région de Miami. Toutes les victimes faisaient affaire avec la même société pour la pose de systèmes de sécurité. Ryan Wolfe et Horatio Caine se dirigent vers le lieu où Dresden installe un système de sécurité et l'arrêtent. Dresden affirme qu'il n'a pas tué la famille Wilson, en dépit des preuves recueillies sur un meurtre à Orlando.

### Épisode 7:Le Tueur de New York
- États-Unis /  Canada : 7 novembre 2005
- France : 18 octobre 2006 sur TF1
- Québec : 21 avril 2008 sur Séries+

- États-Unis : 18,39 millions de téléspectateurs[22] (première diffusion)
- Canada : 2,436 millions de téléspectateurs[23]
- France : 10,1 millions de téléspectateurs[9] (première diffusion)

- James Badge Dale (Henry Darius)
- Lisa Canning (Lydia Johnson)
- Grainger Hines (Chef James Burton)
- JJ Dashnaw (Dave)
- Tyler Denk (Pete)
- Rhea Lando (Sandy)
- Jackie Forge (Felicia)
- Rick Kelly (Ken Hastings)
- Peter Parros (James Johnson)
- Damani Roberts (Adam Johnson)
- Elaine Hendrix (Joann Nivens)
- Michelle Page (Kimberly Beaudreaux)
- Boti Ann Bliss (Valera)
- David Anders (Brian Miller)
- Gary Sinise (Lieutenant Mac Taylor)
- Charles Van Eman (Président du club)
- Jared Ward (Officier #1)
- Louis Iacoviello (Officier #2)
- Mesan Richardson (Garde de la sécurité)
- Brendan Fehr (Dan Cooper)
- Carlos Leon (Vince Rossetti)
- Peyton List (Alexa Endecott)

Première partie d'un épisode cross-over avec la série Les Experts : Manhattan (CSI:NY). L'épisode se conclut dans l'épisode Le Flic de Miami de CSI:NY.

### Épisode 8:Le Clou de l'histoire
- États-Unis /  Canada : 14 novembre 2005
- France : 6 juin 2006 sur TF1
- Québec : 28 avril 2008 sur Séries+

- États-Unis : 19,36 millions de téléspectateurs[25] (première diffusion)
- Canada : 2,742 millions de téléspectateurs[26]
- France : 9,249 millions de téléspectateurs[13] (première diffusion)

- Wayne Wilderson (Dr Stern)
- Lisa Waltz (Brenda Hall)
- Mark Dobies (Karl Lampley)
- Stephen Caffrey (Gary Hall)
- Mark L. Young (Lucas Hall)
- Jennifer O'Dell (Charlene Hartford)
- David Lee Smith (Rick Stetler)
- Brendan Fehr (Dan Cooper)
- Joel West (Officier Aaron Jessop)
- Alana De La Garza (Marisol Delko)
- Eva LaRue (Natalia Boa Vista)

### Épisode 9:Fin de partie
- États-Unis : 21 novembre 2005
- France : 17 décembre 2006 sur TF1
- Québec : 5 mai 2008 sur Séries+

- États-Unis : 19,36 millions de téléspectateurs[27] (première diffusion)
- France : 7,063 millions de téléspectateurs[28] (première diffusion)
- France : 7,44 millions de téléspectateurs[29] (rediffusion)

- Diana Chavez (Fille sexy)
- Lea Moreno (Demon / Kim Mills)
- Shaun Sipos (Hellys / Gabe Hammond)
- Kanin Howell (Scream)
- Shoshana Bush (Adolescente)
- Larissa Gomes (Monica Rodriguez)
- Amy Laughlin (Erica Sikes)
- Brendan Fehr (Dan Cooper)
- Marty McSorley (Directeur de la patinoire)
- Michael B. Silver (Agent Peter Elliott du Secret Service)
- Philip Winchester (Chris Allen)
- Jared Ward (Officier Tovado)
- Jerad Anderson (Glasses / Michael Page)
- Bellamy Young (Megan West)
- Boti Ann Bliss (Valera)
- Akeem Smith (John Berg)
- Jeremy Kent Jackson (Carl Hiatt)
- Ryan Ryusaki (Homme masqué)

### Épisode 10:Rivalités
- États-Unis : 28 novembre 2005
- France : 6 juin 2006 sur TF1
- Québec : 12 mai 2008 sur Séries+

- États-Unis : 19,77 millions de téléspectateurs[30] (première diffusion)
- France : 8,698 millions de téléspectateurs[13](première diffusion)
- France : 8,07 millions de téléspectateurs[19] (rediffusion)

- Dex Elliott Sanders (Jay Fisher)
- Jeremiah W. Birkett (Johnny Nixon)
- Armando Valdez-Kennedy (Aaron Peters)
- Paula Jai Parker (Deana Walters / D-Nasty)
- David Lee Smith (Lieutenant Rick Stetler des Affaires Internes)
- Keith Bogart (Agent des Affaires Internes #1)
- Joshua Leonard (Jim Markham)
- Brian Bosworth (Duane "Bull" Merrick)
- Rico McClinton (Agent pénitentiaire)
- Cameron Bancroft (Byron Diller)
- Brendan Fehr (Dan Cooper)
- Boti Ann Bliss (Valera)
- D. David Morin (Dr Milford)
- Alana De La Garza (Marisol Delko)
- Bellamy Young (Megan West)

### Épisode 11:6 ans trop tard
- États-Unis /  Canada : 19 décembre 2005
- France : 12 septembre 2006 sur TF1
- Québec : 19 mai 2008 sur Séries+

- États-Unis : 20,33 millions de téléspectateurs[31] (première diffusion)
- Canada : 2,504 millions de téléspectateurs[32]
- France : 8,633 millions de téléspectateurs[33] (première diffusion)
- France : 8,329 millions de téléspectateurs[34] (rediffusion)

- Michelle Nolden (Valerie Naff)
- Natalia Baldwin Leon (Journaliste #1)
- Jeffrey Reeves (Journalister #2)
- Bellamy Young (Monica West)
- Greg Donhanic (Foster)
- F.J. Rio (Phil Cobb)
- Jon Hamm (Dr Brent Kessler)
- Philip Anthony Rodriguez (Jeff Colson)
- Claudett Kilroy (Debra Brawley)
- Michael Shanks (Doug Stets)
- Maggie Rodriguez (Présentatrice)
- Peter Jacobson (George Hammett)
- Jennifer Jalene (Jessica Tavis)
- Braden Williams (Messager)

En 1999, Brian Lexinton a été arrêté pour le viol de Valérie Naff. Aujourd'hui grâce au progrès technique, on a prouvé que l'ADN retrouvé sur Valérie n'est pas celui de Brian. Il est libéré de prison et l'équipe doit rechercher le violeur de Valérie 6 ans après les faits. Seulement, l'histoire se complique quand le violeur en question a été retrouvé mort dans sa maison.

### Épisode 12:Le Tombeur
- États-Unis : 9 janvier 2006
- France : 17 décembre 2006 sur TF1
- Québec : 26 mai 2008 sur Séries+[35]

- États-Unis : 20,15 millions de téléspectateurs[36] (première diffusion)
- France : 7,231 millions de téléspectateurs[28] (première diffusion)

- Kate Levering (Heather Larkin / Karen Manning)
- Dameon Clarke (Wayne Reynolds)
- Johnathan McClain (Todd Manning)
- David Deluise (Paul Sanders)
- Jaime Walls (Sondra)
- Carrie Southworth (Mia)
- Bobby Hosea (Officier Joey Brown)
- Alana de la Garza (Marisol Delko)
- Armando Valdez-Kennedy (Aaron Peters)
- Erica Leerhsen (Brenda Sanders)
- Brendan Fehr (Dan Cooper)
- Bellamy Young (Monica West)
- Boti Ann Bliss (Valera)
- Michael E. Rodgers (Keith Gifford)

### Épisode 13:Au rythme des balles
- États-Unis : 23 janvier 2006
- France : 13 mai 2008 sur TF1
- Québec : 1er septembre 2008 sur Séries+

- États-Unis : 19,69 millions de téléspectateurs[37] (première diffusion)
- France : 9,04 millions de téléspectateurs[29] (première diffusion)

- Laura Leighton (Alyssa Prince)
- Robert Zepeda (Carlos Mojena)
- Annie McElwain (Sally Jansen)
- Matt Ross (Paul Burton)
- Benjamin Benitez (Hector Ramirez)
- Brendan Fehr (Dan Cooper)
- JD Pardo (Mario Pilar)
- Poppi Monroe (Claire Trinner)
- Brian Burnette (Jose Sambrano)
- David Andriole (Jim Trinner)
- Asiel Hardison (Danseur #1)
- Liz Ramos (Danseuse #1)
- Rodrigo Guzman (Danseur #2)
- Yesenia Adame (Danseuse #2)
- Jared Ward (Officier Tovado)
- rmando Valdez-Kennedy (Aaron Peters)
- Dylan Purcell (Andrew Haber)
- Alana de la Garza (Marisol Delko)

### Épisode 14:Fondu au noir
- États-Unis : 30 janvier 2006
- France : 12 septembre 2006 sur TF1
- Québec : 8 septembre 2008 sur Séries+[38]

- États-Unis : 20,43 millions de téléspectateurs[39] (première diffusion)
- France : 8,016 millions de téléspectateurs[33] (première diffusion)
- France : 6,739 millions de téléspectateurs[34] (rediffusion)

- Ana Alexander (Sienna)
- Chris Batstone (Leo)
- Mike Lane (Officier)
- Matt McColm (Jake Richmond)
- James Russo (Joey Salucci)
- Boti Ann Bliss (Valera)
- Jsu Garcia (Cesar "Cuzz" Morales)
- Brooke Bloom (Cynthia Wells)
- Zach Grenier (Professeur Meyer)
- Austin Nichols (Patrick Wilder)
- Michael Mitchell (Ben Williams)
- Evan Handler (Norman Stein)
- April D. Parker (Dr Medby)

### Épisode 15:Retour sur le passé
- États-Unis /  Canada : 6 février 2006
- France : 13 juin 2006 sur TF1
- Québec : 15 septembre 2008 sur Séries+

- États-Unis : 18,68 millions de téléspectateurs[40] (première diffusion)
- Canada : 2,273 millions de téléspectateurs[41]
- France : 8,072 millions de téléspectateurs[42] (première diffusion)
- France : 8,76 millions de téléspectateurs[29] (rediffusion)

- Brendan Fehr (Dan Cooper)
- Candace Kroslak (Nicole)
- Naja Hill (Kellie)
- Mike Faiola (Billy)
- Misty-May Treanor (Joueur #1)
- Kerri Walsh (Joueur #2)
- Joel West (Officier Jessop)
- Alexandra Lydon (Jennifer Wilson)
- Shelli Bergh (Paula Muro)
- Atom Gorelick (Walter Resden jeune)
- Haley Ramm (Jennifer Wilson jeune)
- Damian Young (Walter Resden)
- Vince Grant (John Massry)
- Steve Ryan (Morris Yates)
- Josh Jacobson (John Massry jeune)
- Boti Ann Bliss (Valera)
- Kyle Kaplan (Orphelin #1)
- Tod Nakamura (Officier #1)

### Épisode 16:Une victime idéale
- États-Unis /  Canada : 27 février 2006
- France : 17 décembre 2006 sur TF1
- Québec : 22 septembre 2008 sur Séries+

- États-Unis : 18,43 millions de téléspectateurs[43] (première diffusion)
- France : 6,839 millions de téléspectateurs[28](première diffusion)

- Brendan Fehr (Dan Cooper)
- Cierra Ramirez (Isabel Terraza)
- Pete Kasper (Philip Gordon)
- Alex Fernandez (Victor Terraza)
- Armando Valdez-Kennedy (Aaron Peters)
- Kenneth Mitchell (Robert Gordon)
- Julie Benz (Hayley Gordon)
- Tyrees Allen (Dr Gary Halliwell)
- Malcolm Danare (Ned Ostroff)
- Leslie Silva (Felicia Hill)
- Dana Davis (Julia Hill)
- Grace West (Julia Hill à l'âge de 8 ans)
- James Lew (Homme #1)
- Michael Papajohn (Homme #2)

### Épisode 17:Collision
- États-Unis /  Canada : 6 mars 2006
- France : 12 septembre 2006 sur TF1
- Québec : 29 septembre 2008 sur Séries+

- États-Unis : 18,61 millions de téléspectateurs[44] (première diffusion)
- Canada : 2,706 millions de téléspectateurs[45]
- France : 6,615 millions de téléspectateurs[33](première diffusion)

- Brendan Fehr (Dan Cooper)
- Rachel Cannon (Angela/Barbara Benchley)
- Benjamin King (Russell Miller)
- Victor Alfieri (Luis Reyes)
- Richard T. Jones (Chris Kaiser)
- Jackson Bond (Danny Sommers)
- Jaqueline Fleming (Assistante sociale)
- Joe Sikora (Howard Benchley)
- Ana Cristina De Oliveira (Rita Davis)
- Kevin Ramsey (Duke)
- Armando Valdez-Kennedy (Aaron Peters)

### Épisode 18:À deux doigts d'être coupable
- États-Unis : 13 mars 2006
- France : 13 juin 2006 sur TF1
- Québec : 6 octobre 2008 sur Séries+

- États-Unis : 19,01 millions de téléspectateurs[46] (première diffusion)
- France : 8,072 millions de téléspectateurs[42](première diffusion)
- France : 7,15 millions de téléspectateurs[47] (rediffusion)

- Amy Laughlin (Erica Sikes)
- Natalie Denise Sperl (Melissa Rowe)
- Brad Rowe (Stephen Rowe)
- Bellamy Young (Monica West)
- David Andrews (Richard Bowman)
- Shalisse Pekacik (Debra Massey)
- Tim Snay (Avocat de la défense)
- Polly Shannon (Allison Grady)
- Van Epperson (Juge Robeson)
- Allan Louis (Andrew Keston)
- Erik Passoja (Ethan Gaffney)
- Nick Stab (Damon Slone)
- Dig Wayne (Contremaître)
- Shelli Bergh (Paula Muro)
- Boti Ann Bliss (Valera)

### Épisode 19:Conduite dangereuse
- États-Unis : 20 mars 2006
- France : 13 juin 2006 sur TF1
- Québec : 13 octobre 2008 sur Séries+

- États-Unis : 19,86 millions de téléspectateurs[48] (première diffusion)
- France : 7,512 millions de téléspectateurs[42](première diffusion)
- France : 8,685 millions de téléspectateurs[34] (rediffusion)

- Alana De La Garza (Marisol Delko)
- Brendan Fehr (Dan Cooper)
- Armando Valdez-Kennedy (Aaron Peters)
- David Lee Smith (Lieutenant Rick Stetler des Affaires Internes)
- Boti Ann Bliss (Valera)
- Jason Matthew Smith (Greg Everest)
- Chris Watters (Joe Tanner)
- Eamon Behrens (Billy Robinson)
- Lacey Toups (Victoria Morena)
- Jacqueline Pinol (Cynthia Gilmore)
- Christopher Showerman (Pete Nealy)
- Robin Dunne (Aiden Cruz)
- Christopher B. Duncan (Carvell Watson)
- Eric Etebari (Javier Morena)
- JP Hubbell (Commandant du SWAT)
- Dana Coumo (Urgentiste)
- Michael R. Smith (Garde de sécurité)
- Jessica Winfield (Directeur du SPA #2)

### Épisode 20:Chute libre
- États-Unis : 10 avril 2006
- France : 18 septembre 2007 sur TF1
- Québec : 20 octobre 2008 sur Séries+

- États-Unis : 17,16 millions de téléspectateurs[49] (première diffusion)
- France : 8,5 millions de téléspectateurs[50] (première diffusion)

- Amy Laughlin (Erica Sikes)
- Michael B. Silver (Peter Elliott)
- Brendan Fehr (Dan Cooper)
- Chris Batstone (Leo Riggs)
- Ana Alexander (Sienna Stone)
- Matt Carmody (Andy Harper)
- Tom Barnett (Syd Granger)
- Jordon Masterson (Wayne Leonard)
- John Brently Reynolds (Tom 'TJ' Jennings)
- Jesse Borrego (Nicolas Suero)
- Justin Louis (Jason Adams)
- Aaron Keith Braxton (Policier en uniforme)
- Catero Alain Colbert (Mariano Vargas)
- Paris Remillard (Caméraman)
- Holly Joy Gaines (Passante)
- Gary Weeks (en) (Passant)
- Anthony Holiday (Porte-parole de la police)

### Épisode 21:Ne quittez pas!
- États-Unis : 24 avril 2006
- France : 18 septembre 2007 sur TF1
- Québec : 27 octobre 2008 sur Séries+

- États-Unis : 18,74 millions de téléspectateurs[51] (première diffusion)
- France : 8,11 millions de téléspectateurs[50] (première diffusion)

- Alana De La Garza (Marisol Delko)
- Brendan Fehr (Dan Cooper)
- Boti Ann Bliss (Valera)
- Bruce Davison (Dane Daniels)
- Brooke Bloom (Cynthia Wells)
- Joel West (Officier Jessop)
- Taylor Cole (Taylor)
- Krista Kalmus (Chelsea)
- Arianne Zucker (Brenda Collett)
- Sam Robards (Mitchell Collett)
- Sara Downing (Kelly Simms)
- Blake Gibbons (Rick Miller)
- Kiko Ellsworth (Jack Hilson)
- Sandra McCurdy (Kim Dawson)
- Kevin Gage (Charlie Pelson)
- Boo Arnold (Commandant du SWAT)
- Kathleen Mary Carthy (Infirmière)
- Tony Adelman (Dr Roberts)

### Épisode 22:Mort en eaux troubles
- États-Unis /  Canada : 1er mai 2006
- France : 25 septembre 2007 sur TF1
- Québec : 3 novembre 2008 sur Séries+

- États-Unis : 19,31 millions de téléspectateurs[52] (première diffusion)
- Canada : 2,148 millions de téléspectateurs[53]
- France : 10,429 millions de téléspectateurs[54] (première diffusion)

- Alana De La Garza (Marisol Delko)
- Keith Barry (Barry Reese)
- Leslie Odom Jr. (Joseph Kayle)
- Boti Ann Bliss (Valera)
- Sherilyn Fenn (Gwen Creighton)
- Joel West (Officier Aaron Jessop)
- Armando Valdez-Kennedy (Aaron Peters)
- Matt Norklum (Mike Harris)
- Courtnee Draper (Mandy Creighton)
- James Remar (Capitaine Quentin Taylor)
- Chris Beetem (en) (Keith Murray)
- Joel Polis (Agent Robert Wynn)
- Valarie Pettiford (Dr Lana Whitford)
- Katherine Leigey (Rebecca Faraday)
- Richard Maczura (Passager)

### Épisode 23:Sous les feux de la rampe
- États-Unis /  Canada : 8 mai 2006
- France : 25 septembre 2007 sur TF1
- Québec : 10 novembre 2008 sur Séries+

- États-Unis : 19,96 millions de téléspectateurs[55] (première diffusion)
- France : 9,635 millions de téléspectateurs[54] (première diffusion)

- Alana De La Garza (Marisol Delko)
- Brendan Fehr (Dan Cooper)
- Leslie Odom Jr. (Joseph Kayle)
- Victoria Recaño (elle-même)
- Brent Weber (Brandon Hess)
- Leila Arcieri (Nikki Beck)
- Katie Walder (Melinda Carson)
- Sasha Barrese (April Goodwin)
- Daniel Bess (Chad Moore)
- Alex Mendoza (Alonzo Ruiz)
- Mark Aiken (Colin Danville)
- Lela Loren (Isabella Mansera)
- Carlos Alvarado (Felix Narro)
- Taymour Ghazi (Paparazzi #1)
- Keith Johnson (Paparazzi #2)
- Mirtha Michelle (Lucia Manresa)

L'équipe enquête sur la mort de Nikki Beck, une riche et célèbre actrice retrouvée morte électrocutée par une lampe à UV dans sa baignoire. En même temps, une fête était organisée chez elle.

### Épisode 24:Pris pour cible
- États-Unis /  Canada : 15 mai 2006
- France : 2 octobre 2007 sur TF1
- Québec : 17 novembre 2008 sur Séries+

- États-Unis : 17,50 millions de téléspectateurs[56] (première diffusion)
- Canada : 1,76 million de téléspectateurs[57]
- France : 9,805 millions de téléspectateurs[58] (première diffusion)

- Alana de la Garza (Marisol Delko)
- Boti Ann Bliss (Valera)
- Joel West (Officier Jessop)
- Lobo Sebastian (Raphael Sifuentes)
- David Starzyk (Procureur)
- Vincent Laresca (Antonio Riaz)
- Jorge Jimenez (Jose Truillo)
- Jim Ortlieb (Dr Kagen)
- Germaine De Leon (Benito Sarosa)
- Karl Makinen (Allen Parker)
- Kim Director (Gloria Williams)
- Robert LaSardo (Memmo Fierro)
- Dexter Fletcher (Commandant du SWAT)
- Jim Ortlieb (Urgentiste)
- Gilbert Glenn Brown (Ambulancier)

Alors qu'a lieu le procès contre les membres de la Mala Noche, une fusillade se déclenche dans la salle d'audience, faisant deux morts, et laissant s'échapper un prisonnier membre et le responsable de la fusillade. L'équipe d'Horatio se charge de l'affaire pour remonter la piste afin de les retrouver. Seulement, l'affaire prend une autre tournure quand la Mala Noche s'en prend personnellement à Horatio en tirant sur Marisol et Eric.

### Épisode 25:L'Un des nôtres
- États-Unis /  Canada : 22 mai 2006
- France : 2 octobre 2007 sur TF1
- Québec : 24 novembre 2008 sur Séries+[59]

- États-Unis : 19,96 millions de téléspectateurs[60] (première diffusion)
- Canada : 2,566 millions de téléspectateurs[61]
- France : 9,975 millions de téléspectateurs[58] (première diffusion)

- Alana De La Garza (Marisol Delko)
- Boti Ann Bliss (Valera)
- Joel West (Officier Jessop)
- Vincent Laresca (Antonio Riaz)
- Michael B. Silver (Peter Elliott)
- Armando Valdez-Kennedy (Aaron Peters)
- Brendan Fehr (Dan Cooper)
- Bellamy Young (Monica West)
- Robert LaSardo (Memmo Fierro)
- Lance Reddick (David Park)
- Mark Rolston (Agent Glen Cole du FBI)
- Eric Mabius (Agent Perry du FBI)
- Kevin Alejandro (Carlos Alvarez)
- David Ackert (Rafik Omad)
- Dahlia Salem (Agent Heather Landrey du FBI)
- Jonathan Strait (Agent du FBI)